# Aleksej Djumin
Aleksej Gennad'evič Djumin (in russo Алексей Геннадьевич Дюмин?; Kursk, 28 agosto 1972) è un politico russo, dal 2016 governatore dell'oblast' di Tula dopo essere stato capo delle guardie di sicurezza e assistente del Presidente Vladimir Putin che lo ha posto alla guida delle Speciali Forze Armate russe durante l'annessione della Crimea nel 2014. L'anno successivo è stato Vice Ministro della Difesa della Federazione russa. Con il grado di tenente generale, è stato insignito del titolo di Eroe della Federazione russa.

## Biografia
Aleksej Djumin è nato nell'agosto 1972 a Kursk. Suo padre, Gennadij Vasil'evič Djumin, è un medico e generale, che dirige il 4° Dipartimento di Medicina Militare del Ministero della Difesa. Da bambino, la famiglia di Djumin ha vissuto sia a Kaluga che a Voronež a seguito dei trasferimenti militari di suo padre. Sua madre lavorava come insegnante. Suo fratello minore, Artëm, è un uomo d'affari che dirige JSC TPK "Prodmarket" e LLC "Turbo".
Nel 1994 si è laureato presso la Scuola superiore di ingegneria militare di Voronež per l'elettronica radiofonica. La scuola faceva parte del distretto militare di Mosca, che era impegnato nel contrastare gli sforzi di ricognizione del nemico. Nel 1995 ha prestato servizio nel Servizio di sicurezza federale russo, seguito dal Servizio di protezione federale. Nel 2007, Aleksej Djumin è diventato capo della sicurezza del primo ministro Viktor Zubkov.

### Capo dei servizi di sicurezza
Nel 2012, Djumin è stato nominato vice capo del Servizio di sicurezza presidenziale. Nel 2014 Djumin è diventato vice capo del GRU, le forze speciali russe, che hanno svolto un ruolo chiave nell'annessione russa della Crimea. Secondo il quotidiano "Kommersant", Djumin ha diretto l'evacuazione del presidente ucraino Viktor Janukovyč il 23 febbraio 2014. Djumin ha rifiutato personalmente di commentarlo e ha definito tutte le speculazioni "miti".

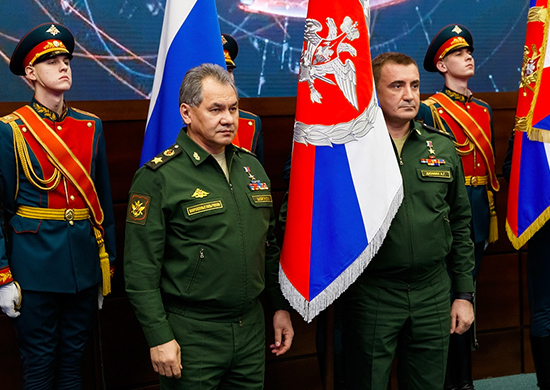
Il Ministro della Difesa Sergej Šojgu e Aleksej Djumin

Dal 2015 Djumin è stato nominato capo di stato maggiore delle forze di terra russe e primo vice comandante delle forze di terra russe. L'11 dicembre 2015 è stato promosso tenente generale e pochi giorni più tardi, il 26 dicembre, è diventato, con decreto del presidente Vladimir Putin, vice ministro della Difesa russo con Sergej Šojgu nel ruolo di ministro.
Secondo Djumin, una volta ha salvato Putin dall'attacco di un orso. Nell'aprile 2018, gli Stati Uniti hanno imposto sanzioni a lui e ad altri 23 cittadini russi.

### Governatore dell'oblast' di Tula (2016-oggi)

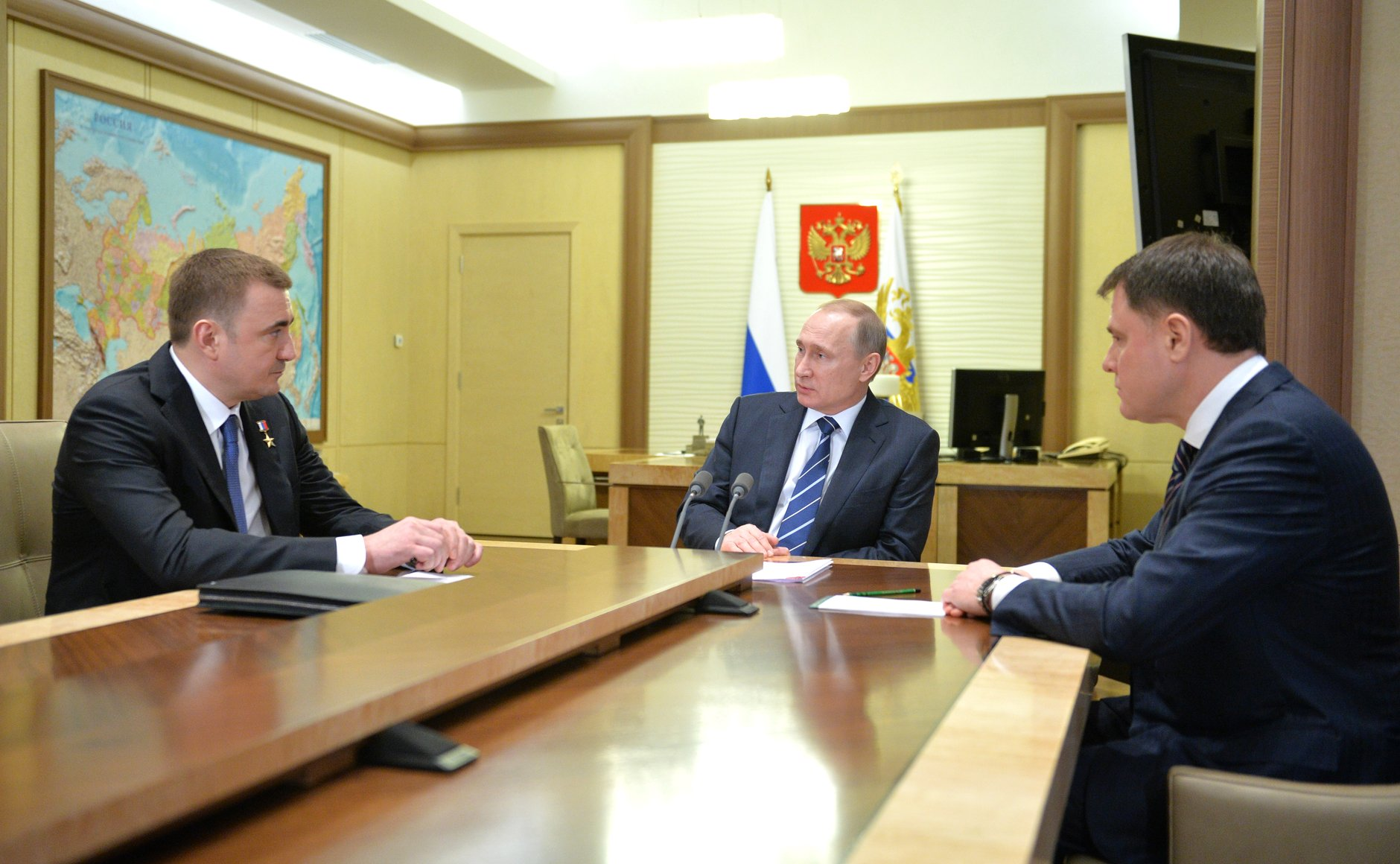
Djumin incontra il Presidente Putin e l'ex Governatore Gruzdev

Il 2 febbraio 2016, il presidente Vladimir Putin ha nominato Aleksej Djumin governatore ad interim dell'oblast' di Tula. È subentrato a Vladimir Gruzdev, che ha lasciato l'incarico su sua richiesta. Djumin ha assunto le funzioni di governatore dell'Oblast di Tula il 4 febbraio 2016.  Per Djumin la nomina è stata una sorpresa.
Il 9 febbraio 2016, Djumin ha annunciato l'intenzione di partecipare alle elezioni governative, che si sono tenute il 18 settembre 2016. Ha deciso di candidarsi a governatore come candidato indipendente, ma è stato sostenuto da Russia Unita e dal Partito Liberal Democratico. In effetti, l'oblast' di Tula è diventata l'unica regione nel 2016 in cui Russia Unita non ha tenuto primarie per la selezione di un candidato a Governatore.
Djumin ha vinto le elezioni con l'84,17% dei voti ed è entrato in carica come Governatore il 22 settembre 2016.

## Vita privata

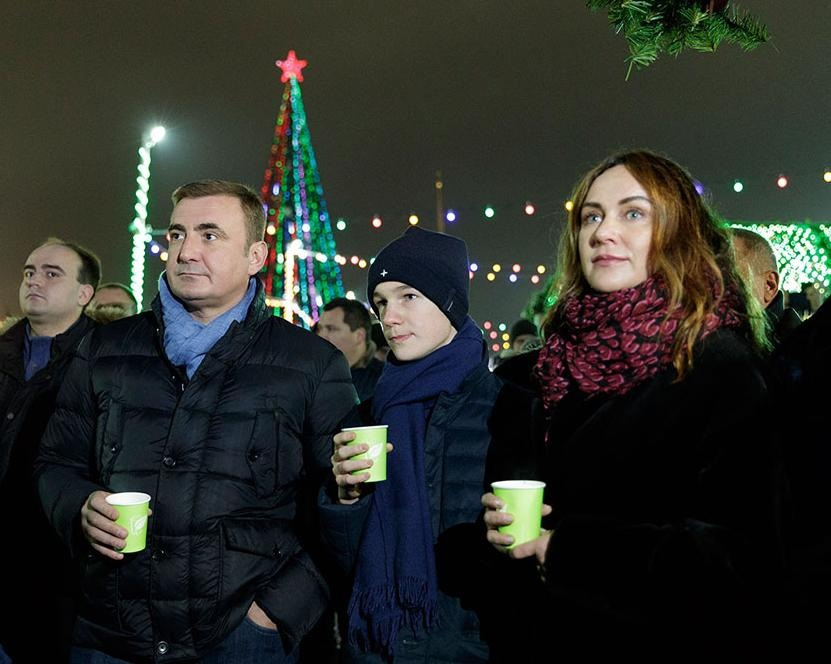
Dyumin con la famiglia il 31 dicembre 2017

Dyumin è sposato. Sua moglie Olga è nata l'8 gennaio 1977 a Mosca. Hanno un figlio, Nikita, studente.